# Carnevale Cremasco
Il Carnevale Cremasco è una manifestazione popolare che si tiene ogni anno a Crema.

## Storia

### Dal XV al XVIII secolo
Sembra che il carnevale a Crema sia stato introdotto dai veneziani dopo l'inizio del loro dominio, avvenuto nel 1449. È lo storico Pietro Terni a riferirci di un corteo mascherato avvenuto nel 1493, con carri ornati e fanciulli provenienti dai quartieri della porte cittadine travestiti da pianeti, re Magi ed "altre fantasie". Un'altra citazione del carnevale porta la data del 1523, nella quale il già citato storico Terni ricorda feste solenni, balli e pranzi presso le famiglie e nobili.
Non dovevano essere carnevali tranquilli quelli che si svolgevano in quei secoli: il travestimento permetteva di osare fatti delittuosi con gravi preoccupazioni per le autorità cittadine. Il Canobio ricorda che nel 1658 “per la licenza d'armi da fuoco riuscì tanto nel territorio quanto in città molto, per varie occasioni, sanguinoso”. E ancora il Canobio nel 1661 elogiava il podestà-capitano veneto Francesco Cappello perché le manifestazioni carnevalesche si erano svolte "senza uccisioni e risse" considerando che “tanto era strano un tal fatto”.
Ed ancora, nel 1681 si pongono problemi di morale, con la censura di balli privati e pubblici per i troppi eccessi "da poco timorati di Dio e nemici dell'onestà".

### Il XIX secolo
Alla fine del XVIII secolo cessava il dominio Veneto e anche il carnevale subiva un processo di decadenza, favorito dalle instabilità politiche dei primi anni del XIX secolo ed anche dal regime poliziesco del dominio austriaco.
Anche nei primi anni dopo l'unità d'Italia le cose non miglioravano; per poter girare mascherati era necessario avere un'autorizzazione della Questura.
Solo nel 1879, a seguito della costituzione di un comitato, si poterono allestire delle manifestazioni pubbliche, che continuarono fino alla prima guerra mondiale, sebbene con fasti più sobri rispetto all'epoca veneziana.

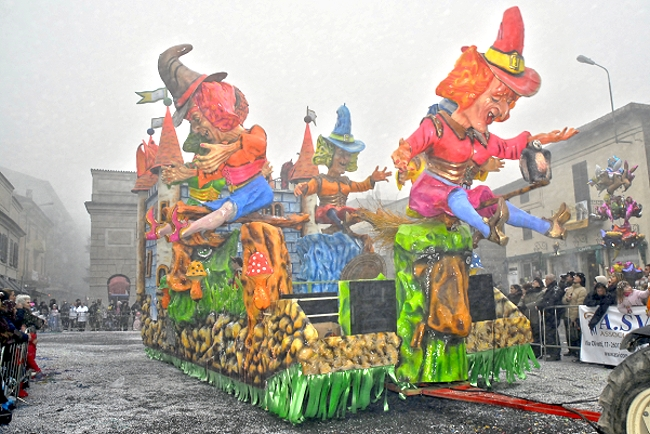
Carro del carnevale cremasco

### Nel XX secolo
Nel 1916, in pieno periodo bellico, la Regia Prefettura sconsigliava lo svolgimento di eventi carnevaleschi, ponendo di fatto le basi per un nuovo declino che durò fino al 1927. Durante il regime fascista furono introdotte nuove limitazioni: non si poteva camminare mascherati singolarmente, ma solo in gruppo, informando preventivamente le autorità di Pubblica Sicurezza. Erano vietate le maschere che ritraessero esponenti politici e funzionari dello stato. Le manifestazioni pubbliche autorizzate assunsero carattere di propaganda (i fasti dell'impero, Roma, l'autarchia) o, tutt'al più, caratteri sportivi o locali.
Dopo il fermo forzato del secondo conflitto mondiale, nel 1953 il Comitato Pro Crema riportò in auge il carnevale, giungendo ad allestire sfilate solenni in cui i carri, secondo la testimonianza di foto d'epoca, erano letteralmente circondati da un'ingente folla, certamente alcune decine di migliaia. Gli allestimenti erano ispirati ai temi dell'epoca: lo sport e il dualismo Coppi-Bartali, i primi lanci spaziali, la televisione, ecc.
Il carnevale mantenne un ottimo successo fino al 1959, anno in cui cadde nell'oblio. Nello stesso anno il 14 febbraio il Carnevale Cremasco, appare su un giornale locale “Il Torrazzo", con il titolo “Carnevale floscio, quaresima ardente". Il crescente benessere degli anni sessanta portò la gente a interessi diversi (i viaggi, la televisione, le balere). In questi anni, il boom economico rende il carnevale cremasco più che una festa popolare, una festa privata, solo per i più ricchi. Negli anni settanta giunsero gli anni dell'austerity ed un clima di generale pessimismo (erano gli anni del terrorismo), che seppur indirettamente, si riflettevano anche nelle piccole città di provincia frenando le manifestazioni a carattere popolare e di piazza.

### Dal 1985 ad oggi
Nel 1985 alcune associazioni di volontariato (GTA, Bar Fiori, Gruppo Sportivo Olimpia, Gruppo dei Pantelù, Gruppo Carnaval of Humor), supportati dall'emittente locale Radio Antenna 5, costituirono un comitato organizzatore col fine di riportare al successo il carnevale di Crema. Iniziava così una nuova era per la manifestazione, con i grandi carri mascherati affiancati da gruppi (scuole, oratori, associazioni, corpi di ballo). L'iniziativa ebbe immediato seguito di pubblico e crebbe di anno in anno fino a favorire l'afflusso di migliaia di persone.
Nel 1993, per questioni di sicurezza, il tradizionale corteo in centro storico veniva abbandonato in favore di un circuito attorno a Porta Ombriano.
Nel 2016 è stato scritto il volume “La passione della maschera", dedicato ai 30 anni del carnevale cremasco, il quale è un’iniziativa del Centro Ricerca Galmozzi e del gruppo antropologico cremasco. Il volume è stato curato da Nino Antonaccio e Walter Venchiarutti. Nel libro si tratta la storia di una manifestazione che non esprime solo allegria, divertimento ma anche un momento collettivo della comunità.
I carri oggi sono allestiti in un capannone appositamente predisposto, con grande impegno di volontari. Riprendono spesso temi di attualità e vedono il coinvolgimento di gruppi e persone spesso provenienti anche da zone diverse dal Cremasco.
Le sfilate, tempo meteorologico permettendo, si tengono nelle ultime tre domeniche consecutive del periodo di carnevale.

## La maschera cremasca

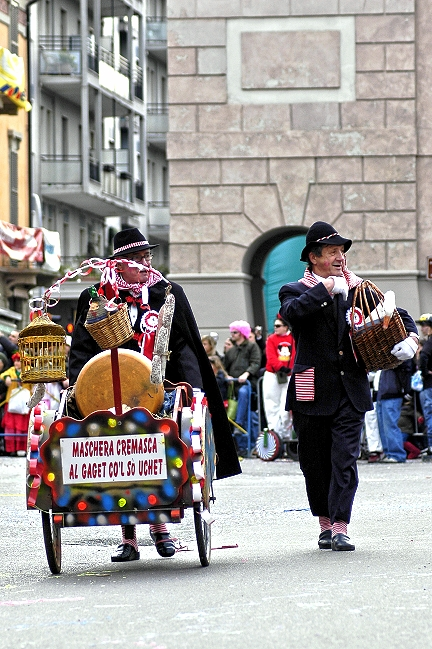
Il Gagèt col sò uchèt, la maschera cremasca

Durante il carnevale del 1955 veniva indetto un concorso per stabilire una maschera tipica cremasca. Vinse Paolo Risari, noto titolare di un'osteria, che creò 'l Gagèt col sò uchèt.
Gagèt è vezzeggiativo di gagio (pl. gagi), termine con il quale, non senza ironia, i cittadini di Crema chiamavano i contadini di campagna che giungevano a Crema per vendere le proprie merci al mercato.
Il gagèt veste l'unico abito buono che ha ('istìt scapàt), con vistose calze bianco-rosse e zoccoli di legno (scalfaròcc e saculòcc) ai piedi. Porta un fazzoletto bianco e rosso al collo e una coccarda appuntata al petto, con i colori bianco e rosso della Città di Crema. Usa un bastone (curbèla) e tiene in braccio un cesto di vimini con un'oca (uchèt) viva.
Il cappellaccio è ispirato ad un copricapo religioso denominato “Saturno", opportunamente trasformato e dotato di nastro bicolore che gli gira attorno.
Il Gagèt col sò uchèt è l’emblema del carnevale cremasco e come tradizione apre da sempre la sfilata. 
Il Centro Ricerca Galmozzi, in onore dei 30 anni del carnevale cremasco, ha ideato un documentario sulla storia della maschera cremasca. Questo film, “La maschera di Crema", è stato girato da Gabriele Garsia Pavesi nel 2016 e su YouTube si trova una versione ridotta pubblicata dal Centro Ricerca Galmozzi nel 14 febbraio 2017.

## Tradizioni culinarie
Vengono preparati dolci di tradizione lombarda come le chiacchiere (frittelle).
Una specialità tipica della zona cremasca in tempo di carnevale sono i chisulì, palline ripiene di un impasto preparato con scorza di limone, lievito di birra, mela e strutto. Dopo la frittura vengono serviti spolverati con abbondante zucchero a velo.